# Eupherusa nigriventris
El colibrí ventrinegro, colibrí de vientre negro o colibrí pechinegro (Eupherusa nigriventris) es una especie de ave apodiforme de la familia Trochilidae —los colibríes—perteneciente al género  Eupherusa. Es nativa del este de América Central.

## Distribución y hábitat
Se distribuye por las tierras altas de Costa Rica, cordillera de Talamanca, principalmente por la vertiente caribeña, hacia el este hasta el oeste de Panamá (hasta el oeste de Veraguas).
Esta especie es considerada de rara a localmente abundante en sus hábitats naturales: los bosques montanos húmedos y los bordes del bosque, en altitudes entre 900 y 2000 m durante la reproducción y desciende hasta los 600 m en el período no reproductivo.

## Sistemática

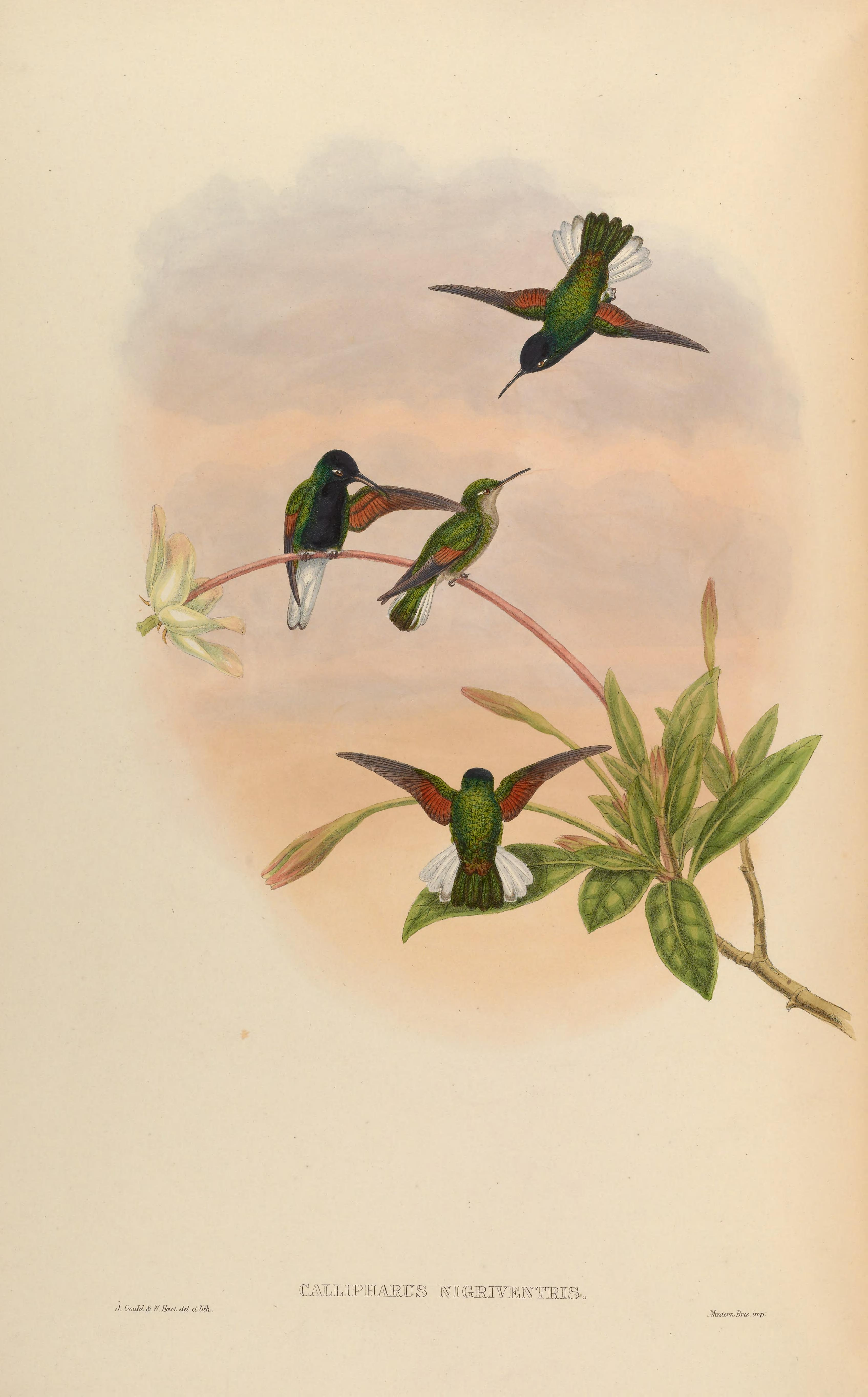
Callipharus nigriventris, sinónimo de Eupherusa nigriventris, ilustración de Gould y Hart en A monograph of the Trochilidae, or family of humming-birds Supplement, 1880.

### Descripción original
La especie E. nigriventris fue descrita por primera vez por el ornitólogo estadounidense George Newbold Lawrence en 1867 bajo el mismo nombre científico; su localidad tipo es: «Costa Rica».

### Etimología
El nombre genérico femenino «Eupherusa» se compone de las palabras del griego «eu» que significa ‘bueno’ y «pherō» que significa ‘llevar’, ‘cargar’; y el nombre de la especie «nigriventris» se compone de las palabras del latín «niger» que significa ‘negro’ y «ventris, venter» que significa ‘vientre’.

### Taxonomía
Es monotípica.